# Mesamphiagrion gaianii
Mesamphiagrion gaianii là một loài chuồn chuồn kim trong họ Coenagrionidae.
Mesamphiagrion gaianii được De Marmels miêu tả khoa học năm 1997.